# Antarktyda Argentyńska

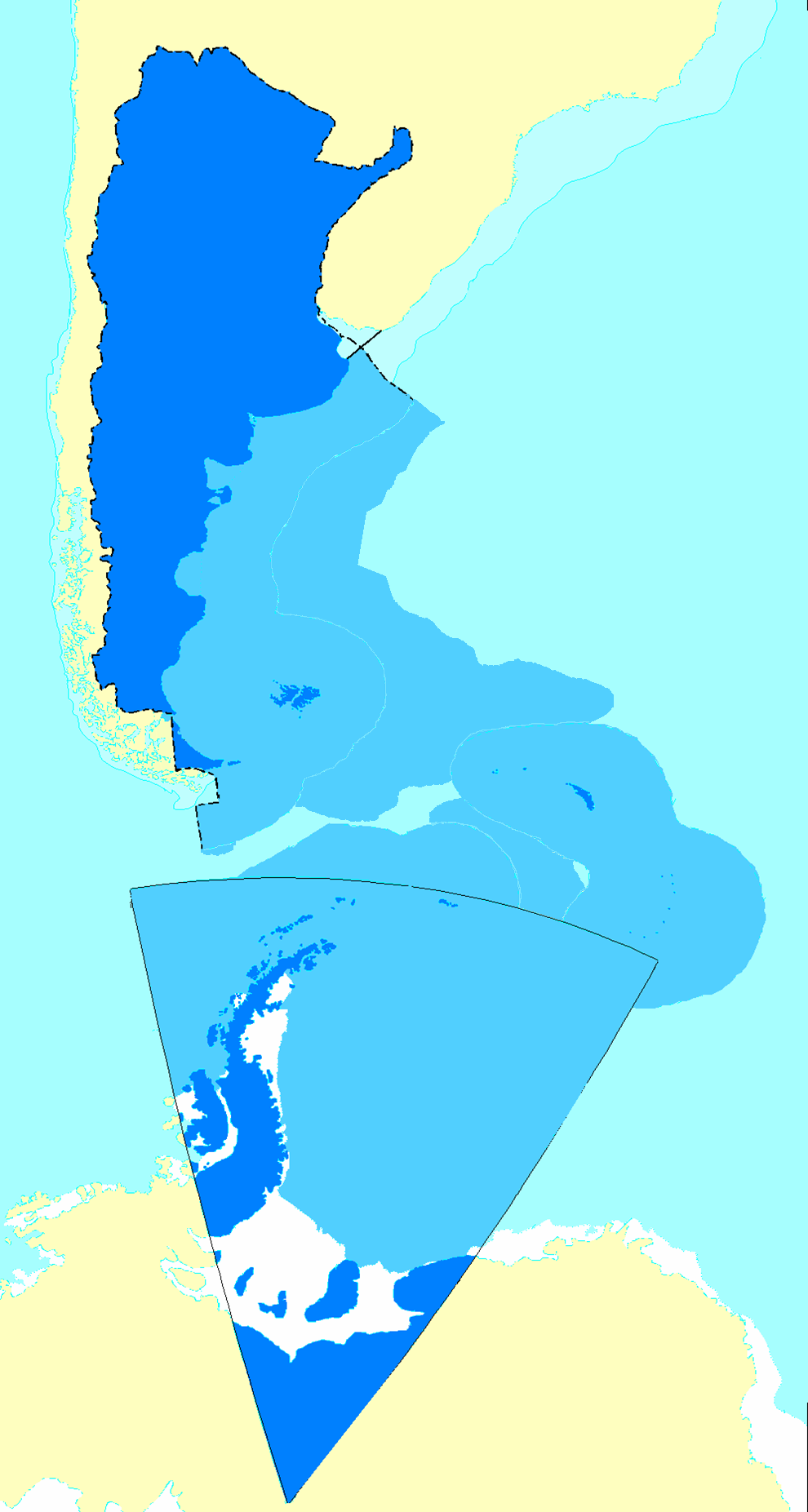
Mapa Argentyny według rządu argentyńskiego

Antarktyda Argentyńska (hiszp. Antártida Argentina; nieoficjalnie: Sector Antártico Argentino) – obszar na kontynencie Antarktydy uznawany przez Argentynę za departament prowincji Ziemia Ognista, Antarktyda i Wyspy Południowego Atlantyku i integralną część terytorium państwa. W rzeczywistości roszczenia do tego obszaru, obejmującego m.in. część Półwyspu Antarktycznego zgłaszają także Chile (Chilijskie Terytorium Antarktyczne) i Wielka Brytania (Brytyjskie Terytorium Antarktyczne), a na mocy Traktatu antarktycznego na kontynencie nie ma miejsca działalność gospodarcza i wydobywcza.